# ویویان (لوئیزیانا)
ویویان (به انگلیسی: Vivian) شهری در ایالت لوئیزیانا کشور ایالات متحده آمریکا است که جمعیت آن در سرشماری سال ۲۰۱۰ میلادی، ۳٬۶۷۱ نفر بوده‌است.